# プレプリ〜新妻は僕の担任〜
『プレプリ〜新妻は僕の担任〜』は、2006年8月7日にハイカラ喫茶より発売されたアダルトゲームである。

## ストーリー
新米教師・木下あかねは、学校では絶対に言えない秘密があった。それはなんと、自分の受け持つ生徒と結婚しているのだ。その夫とは幼少期より相思相愛だった幼馴染で、彼が18歳になったのを期に入籍を済ませ、晴れて夫婦となったばかりだ。そして結婚初夜、2人は熱く激しい夜を過ごし、互いの想いを確認し合ったが、残念なことにあかねはオルガスムスに達することができなかった。これを悔やんだ夫は、翌日から妻を感じさせるため、あらゆる方法を実践していくのであった。

## 登場人物
江成（えなり）
本作の主人公。高校3年生、18歳。
下の名前は未設定。あかねとの子作りに対して非常に積極的で、毎晩のように妻の豊満な身体を堪能している。
木下あかね（きのした あかね）
本作のヒロイン。大学出たての新米教師、23歳。身長159cm。3サイズ：B101(I) / W57 / H96 cm。
主人公の幼馴染。実は本編開始前に彼と結婚しており、本名は江成あかね。